# Hannäs kyrka
Hannäs kyrka är en kyrkobyggnad i Hannäs i Linköpings stift. Den är församlingskyrka i Åtvids församling.

## Kyrkobyggnaden
Äldsta kända kyrkan i Hannäs var byggd av trä på 1100-talet eller 1200-talet. På 1400-talet ersattes träkyrkan av en stenkyrka som revs när nuvarande kyrka färdigställdes 1885. Av medeltidskyrkan återstår ruiner.
En kilometer norr om tidigare kyrkplats uppfördes nuvarande kyrka åren 1884 - 1885 efter ritningar av Albert Törnqvist. Fjärde söndagen i advent 1885 invigdes den nya kyrkan av biskop Carl Alfred Cornelius. I sin nuvarande form består kyrkan av långhus med nordvästlig-sydöstlig orientering. Vid nordvästra kortsidan finns kyrktorn med ingång och vid sydöstra kortsidan finns ett smalare tresidigt kor.

## Inventarier
- Altartavlan skildrar korsfästelsen och är utförd 1899 av kyrkoherde G. L. Lundqvist i S:t Anna församling.
- Ett triumfkrucifix härstammar från 1300-talet.
- Dopfunten av kalksten är från Gotland.
- Övriga medeltida inventarier en madonnabild och två skulpturer som föreställer S:t Olof och S:ta Magdalena.

### Orgel
- 1844 byggde Anders Petter Halldén, Gusum en orgel.
- En ny mekanisk orgel med sjutton stämmor levererades 1885 av Carl Elfström, Ljungby. Den omändrades 1961 av Jacoby Orgelverkstad.

#### Disposition
| Huvudverk I     | Svällverk II      | Pedal         | Koppel |
| Principal 8’    | Rörflöjt 8’       | Subbas 16’    | I/P    |
| Gedackt 8’      | Gemshorn 4’       | Gedacktbas 8’ | II/P   |
| Oktava 4’       | Principal 2’      | Koralbas 4’   | II/I   |
| Kvintadena 4'   | Spetskvint 1 1/3' |               |        |
| Kvinta 2 2/3'   | Scharff III       |               |        |
| Waldflöjt 2'    |                   |               |        |
| Sesquialtera II |                   |               |        |
| Mixtur III-IV   |                   |               |        |
| Dulcian 8'      |                   |               |        |

## Bildgalleri

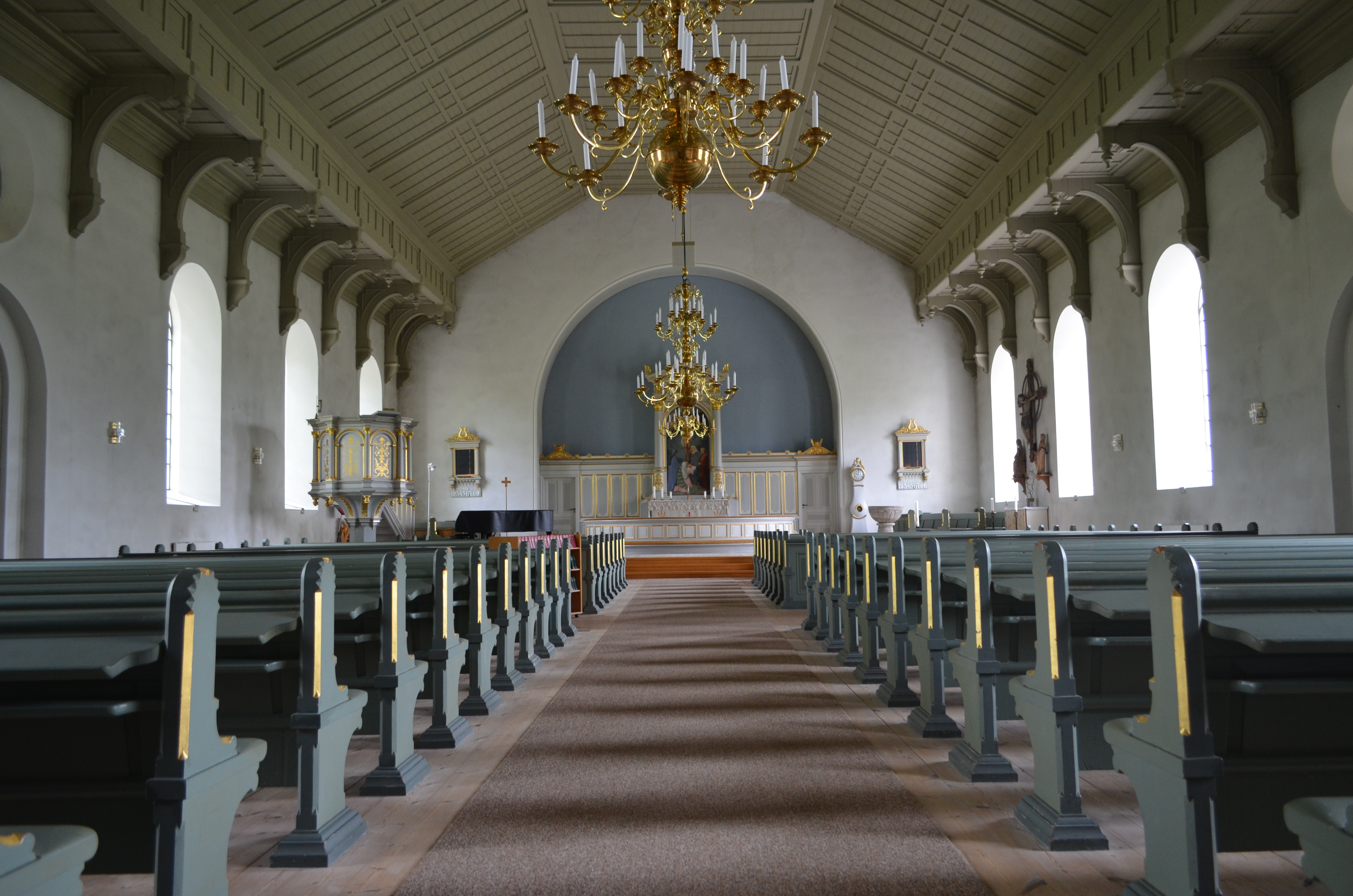
Hannäs kyrkas kyrkosal

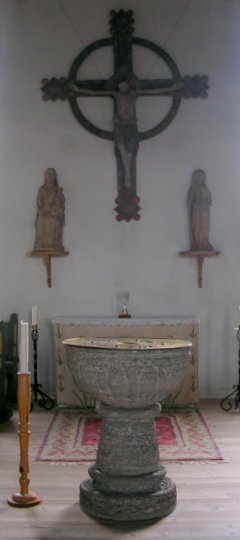
Dopfunten
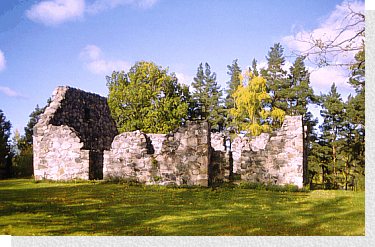
Ruin efter gamla kyrkan
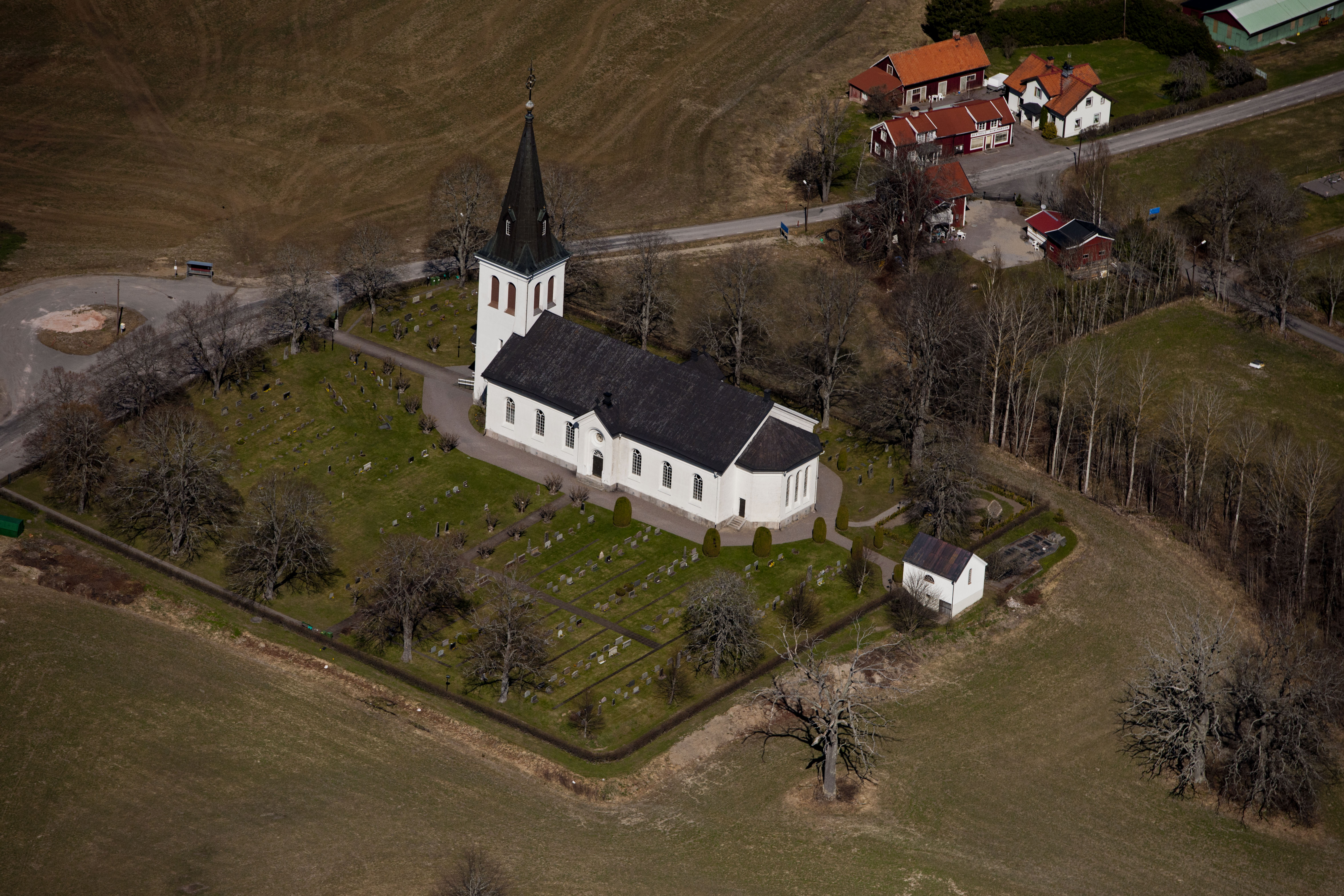
Kyrkan från luften

### Webbkällor
- byggnadspresentation
- Församlingen informerar om kyrkan
- Wikimedia Commons har media som rör Hannäs kyrka.